# Quettámetro
Un quettámetro o quetámetro, cuyo símbolo es Qm, es una unidad de longitud que equivale a un quintillón de metros. Desde 2022 es la más grande medida de longitud aprobada por la Convención de Pesos y Medidas, organismo que fija y establece las medidas y pesos en el Sistema Internacional de Unidades.
Los quettametros pueden ser utilizados para medir distancias de otros universos de una forma más fácil, aunque los astrónomos por lo general usan los años luz o los pársecs.

## Equivalencias en el SI
- 1030 = 1 000 000 000 000 000 000 000 000 000 000 m[3]